# Alvin and the Chipmunks
Alvin and the Chipmunks, tên gốc là David Seville and the Chipmunks hay gọi tắt là the Chipmunks, là một ban nhạc hư cấu gồm ba chú sóc chuột hoạt hình biết nói do cố nhạc sĩ, diễn viên người Mỹ Ross Bagdasarian sáng tạo ra vào năm 1958 khi ông thu âm bài nhạc Giáng Sinh "The Chipmunk Song (Christmas Don't Be Late)".
Các thành viên trong ban nhạc gồm có: Alvin (siêu quậy, tinh nghịch), Simon (cao, trí thức, đeo kính), Theodore (mủm mĩm, rụt rè) và được quản lý bởi người cha nuôi của chúng là David Seville (cũng là nghệ danh của Bagdasarian).

## Lịch sử
Giọng của ba chú sóc chuột cũng do chính Bagdasarian tạo ra bằng cách phát nhanh giọng của ông thành những âm thanh rít cao vút nghe vui tai. Kỹ thuật này không mới do đã được Bagdasarian sử dụng cho bản thu trước đó của ông là "Witch Doctor", và bài hát bất ngờ trở một ca khúc hit và còn giành được một đề cử giải Grammy hạng mục Bài hát thiếu nhi xuất sắc nhất trong lễ trao giải lần đầu tiên vào năm 1959. Thành công này đã truyền cảm hứng cho Bagdasarian sáng tạo ra ba chú sóc chuột.
Bài hát "The Chipmunk Song (Christmas Don't Be Late)" ra mắt khán giả vào mùa Giáng Sinh năm 1958 đã đoạt được cùng lúc ba giải Grammy cho các hạng mục: Màn biểu diễn hài kịch xuất sắc nhất (Best comedy performance), Bản thu nhạc đại chúng sử dụng kỹ thuật xuất sắc nhất (Best engineered record - non-classical), Bài hát thiếu nhi xuất sắc nhất (Best recording for children) và đứng thứ nhất trên bảng xếp hạng Billboard Hot 100 trong bốn tuần liên tiếp.
Bagdasarian sau đó dành phần lớn thời gian lồng tiếng cho ba chú sóc chuột và người cha nuôi David (Dave) của chúng. Các nhân vật được tạo hình lần đầu tiên trong loạt phim hoạt hình The Alvin Show phát sóng năm 1961 và kéo dài một năm sau đó. Ông cũng tiếp tục phát hành nhiều album và đĩa đơn khác với những ca khúc có do ông hát cùng với các chú sóc chuột, nổi bật trong số đó là album cover lại các bài hát của The Beatles.
Sau khi Bagdasarian qua đời vào năm 1972, giọng của các chú sóc chuột tiếp tục được con trai ông là Ross Bagdasarian, Jr. đảm nhận trong loạt phim hoạt hình Alvin and the Chipmunks vào thập niên 1980. Bên cạnh đó, Janice Karman, vợ Ross Bagdasarian, Jr., lồng tiếng cho the Chipettes, phiên bản nữ của the Chipmunks.

Hình ảnh ba chú sóc chuột trong phim điện ảnh năm 2015 Alvin and the Chipmunks: Sóc chuột du hí

Trong loạt phim Alvin and the Chipmunks gồm bốn phim phát hành vào các năm 2007, 2009, 2011 và 2015, ba chú sóc chuột được lồng tiếng bởi  Justin Long, Matthew Gray Gubler và Jesse McCartney. Bagdasarian Jr. and Karman tiếp tục đảm nhận giọng hát của Alvin, Theodore và the Chipettes, tuy nhiên giọng hát của Simon lại do Steve Vining đảm nhận.
Tháng 8 năm 2015, loạt phim hoạt hình ALVINNN!!! and the Chipmunks tạo dựng các nhân vật bằng công nghệ CGI được phát sóng trên kênh Nickelodeon.
Vào năm 2019, bộ ba được gắn tên trên một ngôi sao tại Đại lộ Danh vọng Hollywood.

## Phim ảnh

### Chương trình truyền hình
| STT | Tựa                          | Năm phát sóng | Kênh truyền hình           | Tổng số tập | Tổng số mùa |
| --- | ---------------------------- | ------------- | -------------------------- | ----------- | ----------- |
| 1   | The Alvin Show               | 1961–1962     | CBS                        | 26 tập      | 1           |
| 2   | Alvin and the Chipmunks      | 1983–1990     | NBC                        | 102 tập     | 8           |
| 3   | ALVINNN!!! and the Chipmunks | 2015–nay      | M6 Pháp Nickelodeon Hoa Kỳ | 81 tập      | 4           |